# 宋如林
宋如林，字仁圃，汉军镶红旗人。清朝官员，科举人。

## 生平
宋如林曾于1812年接替周有声任松江府知府一职，1818年由仓斯升接任。又任苏州府知府，湖北按察使。
任道光版《苏州府志》监修官并序。